# Dytiscus circumflexus
Dytiscus circumflexus är en skalbaggsart som beskrevs av Fabricius 1801. Dytiscus circumflexus ingår i släktet Dytiscus och familjen dykare. Enligt den svenska rödlistan är arten nära hotad i Sverige. Arten förekommer i Götaland och Öland. Artens livsmiljö är sjöar och vattendrag. Inga underarter finns listade i Catalogue of Life.

## Bildgalleri

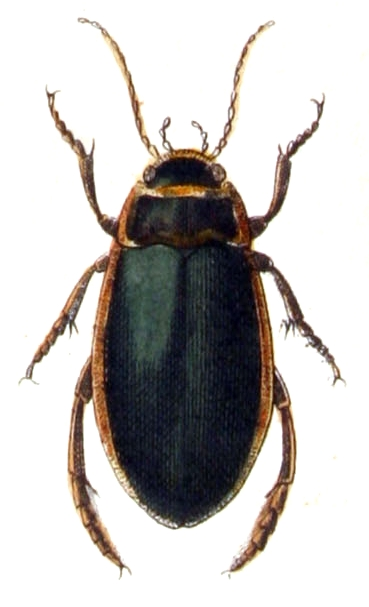
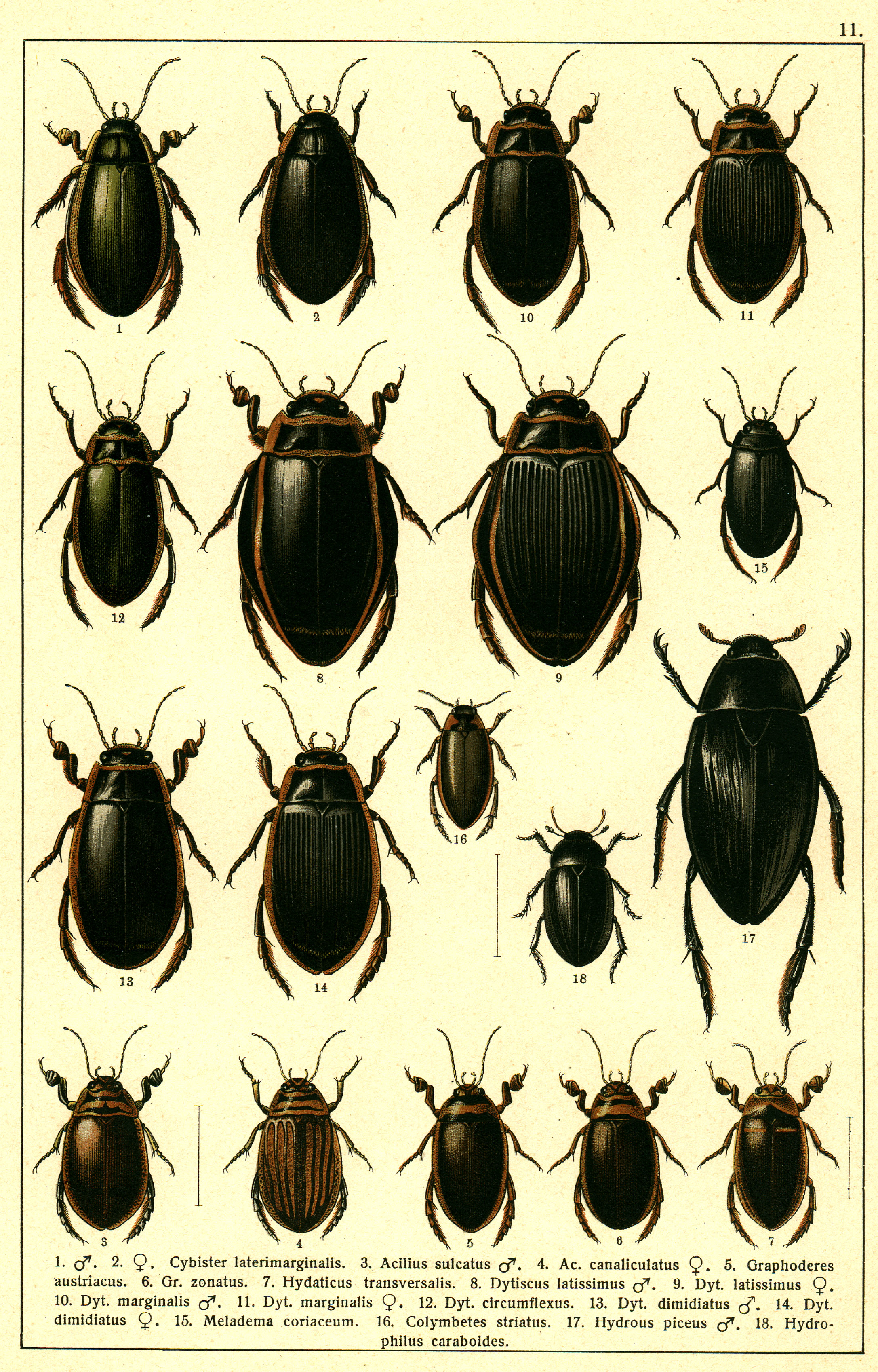
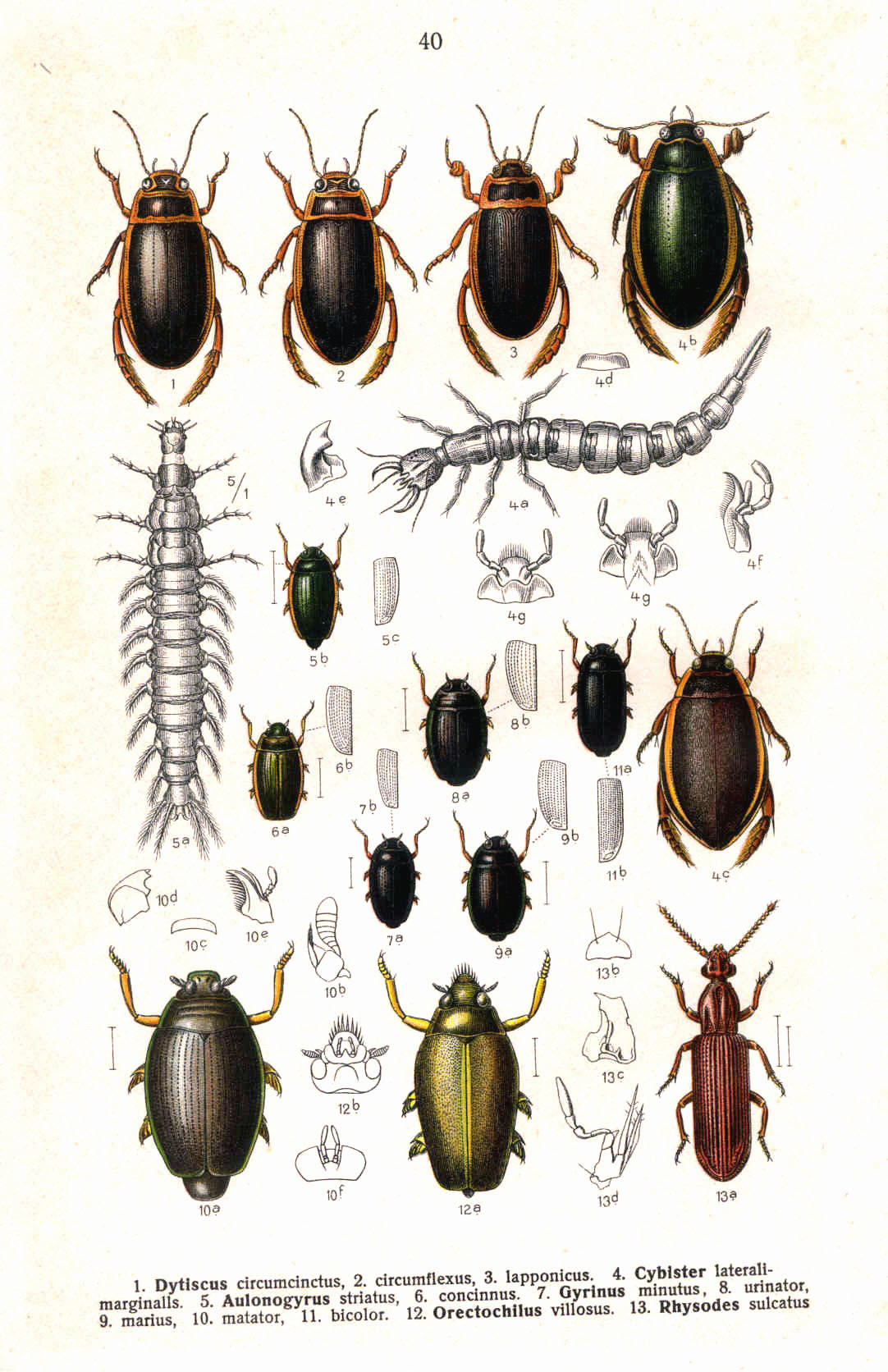
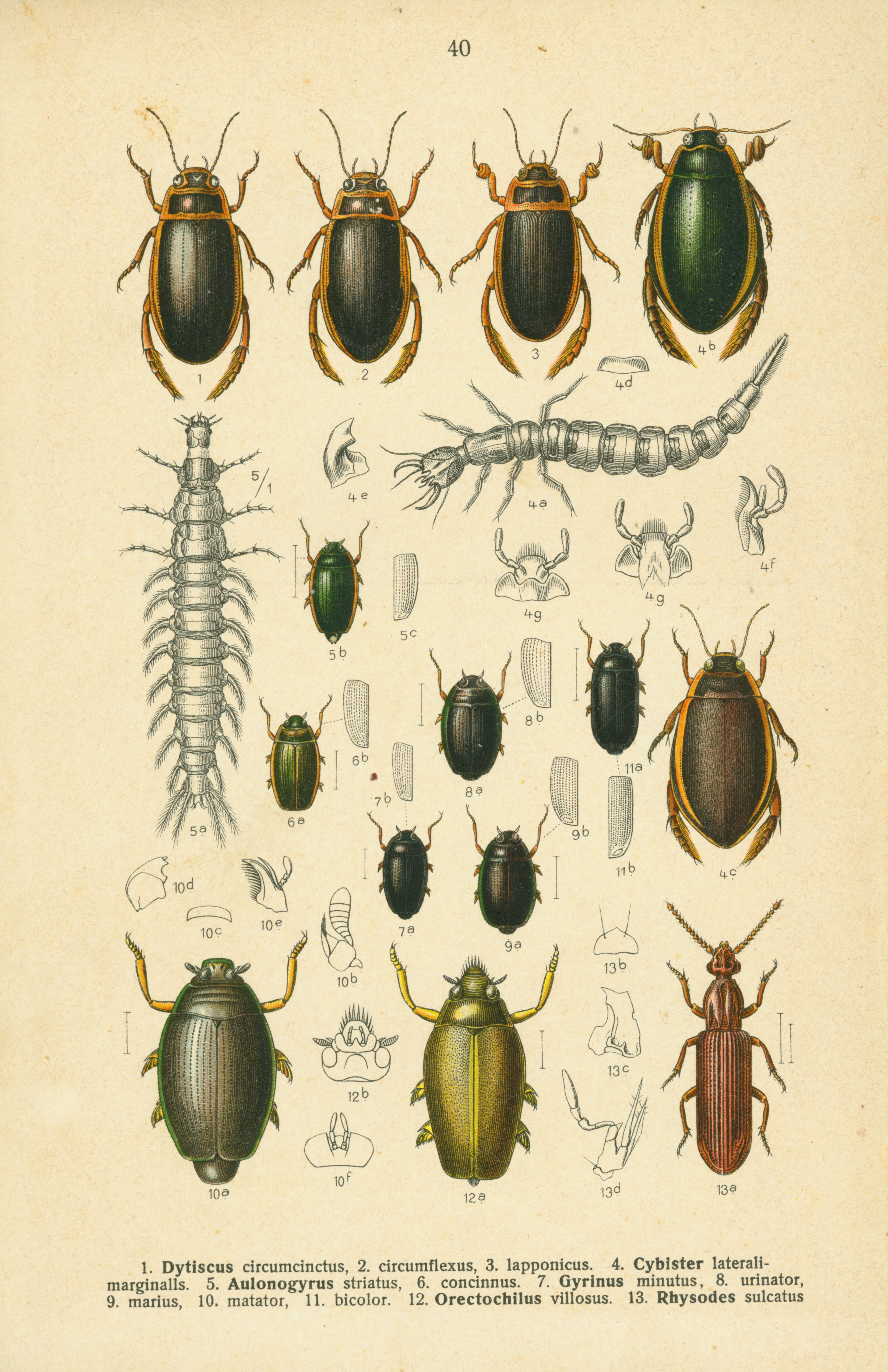